# Várhegy (Muraköz)
Várhegy (korábban Gradiscsák, horvátul: Gradiščak), falu  Horvátországban, Muraköz megyében. Közigazgatásilag Muraszentmárton községhez tartozik.

## Fekvése
Csáktornyától 16 km-re északnyugatra, községközpontjától Muraszentmártontól 3 km-re dél nyugatra a Muraközi-dombság területén fekszik.

## Története
A településnek egykor vára is volt, melynek romjai közelében a közelmúltban római sírokat találtak. 1456-ig a Cilleiek birtoka volt. Ezután a Cilleiek többi birtokával együtt Vitovec János horvát bán szerezte meg,  de örökösei elveszítették. Hunyadi Mátyás Ernuszt János budai nagykereskedőnek és bankárnak adományozta, aki megkapta a horvát báni címet is. A csáktornyai uradalom részeként  1540-ben a csáktornyai Ernusztok kihalása után rövid ideig a Keglevich családé, majd 1546-ban I. Ferdinánd király adományából a Zrínyieké lett. 
A hagyomány szerint a 16. század végén a Zrínyiek bizalmi embere, Malikóczy Miklós bajcsi várkapitány szerelmi bánatában romboltatta le. 
Miután Zrínyi Pétert 1671-ben felségárulás vádjával halálra ítélték és kivégezték minden birtokát elkobozták, így a birtok a kincstáré lett.  1715-ben III. Károly a Muraközzel együtt gróf Csikulin Jánosnak adta zálogba, de a király 1719-ben szolgálatai jutalmául elajándékozta Althan Mihály János cseh nemesnek. 1791-ben gróf Festetics György vásárolta meg és ezután 132 évig a tolnai Festeticsek birtoka volt.  1920-ig Zala vármegye Csáktornyai járásához tartozott. 2001-ben 210 lakosa volt.

## Nevezetességei
Gradiscsák várának romjai. A várhoz fűződik a Malikóczy Miklósról szóló régi monda. Eszerint Zrínyi György csáktornyai udvarában az egyik lovagi tornán Malikóczy Miklós, Bajcs várának kapitánya nyerte el a koszorút és a vele járó ezüst buzogányt. Ezt Petróczy Izabella nyújtotta át neki. A két ifjú azon nyomban egymásba szeretett, Petróczy Izabellát azonban szülei már régóta Gyulafy Jánosnak szánták. Másnapra Zrínyi a mulatozást Gradiscsák várába tette át, ahol ajándékba adta neki Gradiscsákot és a környező birtokokat. Itt meg is történt az eljegyzés, de Gyulafy csakhamar kiderítette, hogy a vőlegény protestáns vallású, ami akkor áthatolhatatlan akadály volt. Amikor ezt Izabella megtudta a vár bástyájáról levetette magát, mire Malikóczy bánatában a várat leromboltatta és a Mura mellett felépítette helyette Lapsina várát. A mondát Bellányi Tivadar a Muraköz 1884-ben megjelent 13. és 14. számában tette közzé.

## Külső hivatkozások
- Muraszentmárton honlapja
- Muraszentmárton község honlapja (horvát nyelven)
- Csáktornya és más várak a Mura mentén
- Zágorec-Csuka Judit: A Zrínyiek nyomában